# Lusitania Express
De Lusitania is een trein op de verbinding Madrid - Lissabon. De trein is genoemd naar het gebied waar de trein doorheen rijdt, de oude Romeinse provincie Lusitania.
In 1943 is de trein als Lusitânia Expresso gestart met normale D-trein rijtuigen en een restauratie verzorgd door de Compagnie Internationale des Wagons-Lits (CIWL). Op 23 juli 1945 werd het een luxe nachttrein met slaaprijtuigen eerste klas en ligrijtuigen tweede klas. De treinen kruisten elkaar in Cáceres. In 1986 werd de trein van airconditioning voorzien en kreeg toen de naam Estrella Lusitania.

## Trenhotel
In 1995 werd overgeschakeld op Talgo VI trenhotel materieel en sindsdien wordt gereden onder de naam Lusitânia Comboio Hotel.

### Route en dienstregeling 2011

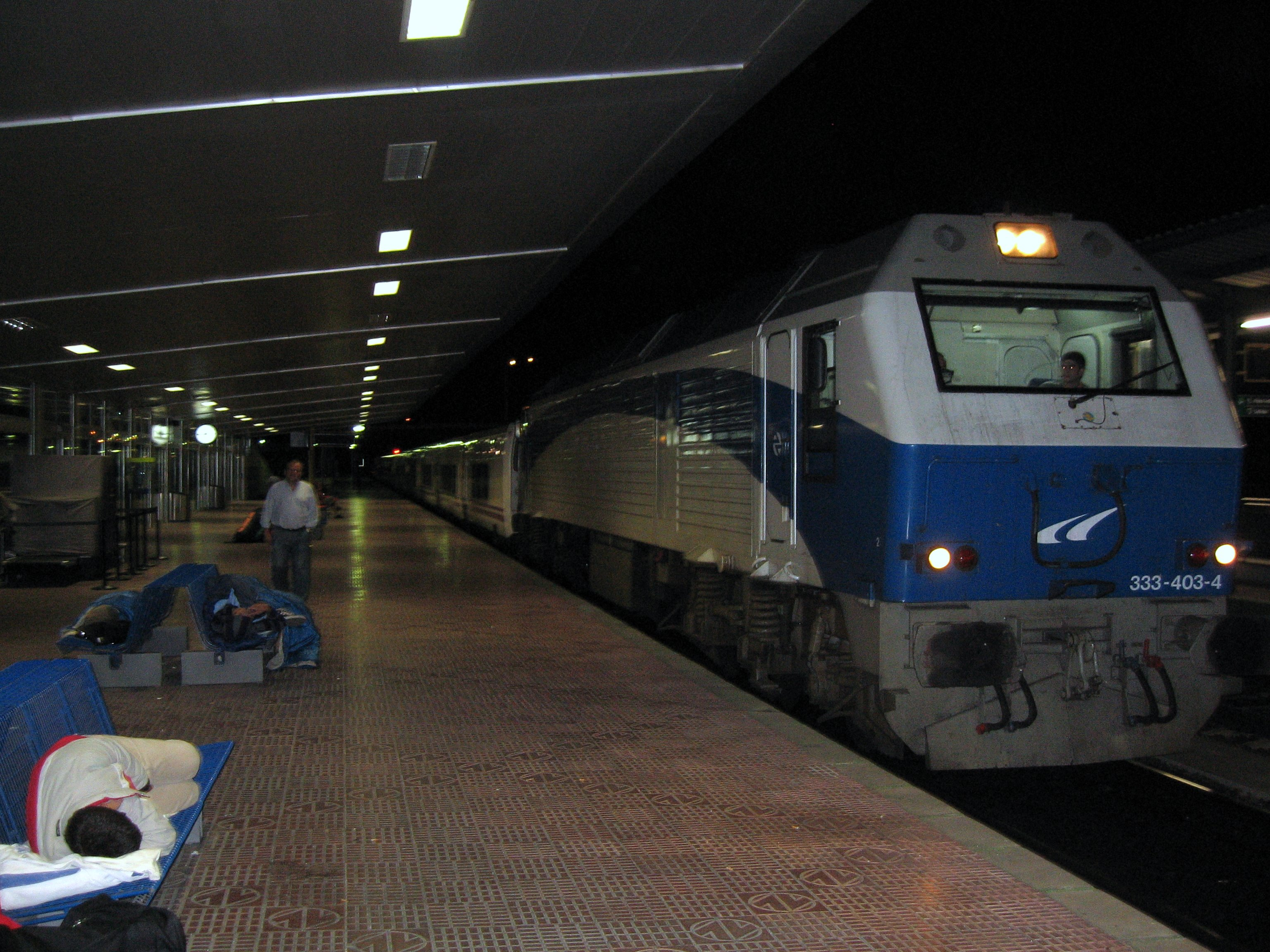
De Lusitania met Talgo materieel bij doorkomst in Salamanca

| LM                                                         | land     | station                  | km | ML    |
| ---------------------------------------------------------- | -------- | ------------------------ | -- | ----- |
| 22:30                                                      | Portugal | Lissabon Sta. Apolónia   |    | 07:41 |
| 22:39                                                      | Portugal | Lissabon Oriente         |    | 07:30 |
| 23:31                                                      | Portugal | Entroncamento            |    | 05:54 |
| 00:20                                                      | Portugal | Abrantes                 |    | 05:32 |
| 01:41                                                      | Portugal | Marvão-Beirã             |    | 03:34 |
| 03:00                                                      | Spanje   | Valência de Alcântara    |    | 03:25 |
| 03:55                                                      | Spanje   | San Vicente de Alcântara |    | 03:07 |
| 05:08                                                      | Spanje   | Cáceres                  |    | 01:53 |
| 06:37                                                      | Spanje   | Navalmoral de la Mata    |    | 00:38 |
| 07:14                                                      | Spanje   | Talavera de la Reina     |    | 00:08 |
| 09:03                                                      | Spanje   | Madrid Charmatin         |    | 22:25 |
| Let op dat het in Spanje een uur later is dan in Portugal. |          |                          |    |       |